# Forhistorisk arkitektur i Skotland
Forhistorisk arkitektur i Skotland dækker al menneskelig byggeri inden for Skotlands nuværende grænser før Romerrigets ankomst til Storbritannien i det første århundrede f.v.t. Allerede for omkring 8.000 år siden begyndte stenalderens bosættere at bygge i træ på det område, der i dag udgør Skotland. De første permanente stenbygninger blev opført omkring 6.000 år siden, som f.eks. ved Knap of Howar, Orkney og bosættelser som Skara Brae. Der findes også et stort antal gravkamre og varde fra denne periode, særligt i den vestlige og nordlige del af landet.
I syd og øst findes der jordhøje (barrows), ofte forbundet med trækonstruktioner, hvoraf kun rester er bevaret. Relaterede strukturer inkluderer bank barrows, cursus monumenter, mortuary enclosures og langhuse fra yngre stenalder.
Fra bronzealderen findes der færre nye bygningsværker, men der er beviser for crannoger – runde huse bygget på kunstige øer – samt Clava cairns (stensætninger) og de første voldsteder.
Fra jernalderen findes omfattende stenkonstruktioner i form af atlantiske rundhuse, inklusive broch-tårne og mindre duns. Der er også tegn på cirka 1.000 voldsteder i Skotland, de fleste beliggende syd for linjen mellem floderne Clyde og Forth.

## Stenalder
Det ældste hus, som man har fundet beviser for i Storbritannien, er en oval struktur af træstolper fundet ved South Queensferry nær Firth of Forth, som dateres til den ældre stenalder periode, omkring 8240 f.v.t. De tidligste stenstrukturer er sandsynligvis de tre ildsteder fundet ved Jura, dateret til omkring 6000 f.v.t. Med udviklingen af landbruget begyndte grupper af bosættere at opføre stenhuse på det område, der i dag er Skotland, i den yngre stenalder, for omkring 6.000 år siden, og de første landsbyer opstod omkring 500 år senere. Den yngre stenalders bolig-, begravelses- og rituelle steder er særligt almindelige og velbevarede i de nordlige og Vestlige Øer, hvor mangel på træ førte til, at de fleste strukturer blev bygget af lokal sten. Stenbygningen ved Knap of Howar på Papa Westray, Orkney er et af de ældste overlevende huse i det nordvestlige Europa. Den er bygget af lokalt indsamlede sten i tørmursteknik og var sandsynligvis beboet i 900 år mellem 3700 og 2800 f.v.t. Skara Brae på Mainland i Orkney stammer også fra denne periode, beboet fra omkring 3100 til 2500 f.v.t., og er Europas mest komplette neolitiske landsby.
Der findes også et stort antal jættestuer og kammerhøje fra denne periode. Mange forskellige typer er blevet identificeret, men de kan groft opdeles i ganggrave, gallerigrave og stenkister. Kister er relativt enkle kasseformede grave, normalt sammensat af flad stenog dækket med en stor sten eller plade. Maes Howe, nær Stenness på hovedøen i Orkney (dateret til 3400–3200 f.v.t.) og Monamore, Isle of Arran (dateret til cirka 3500 f.v.t.) er ganggrave af megalitkonstruktion, bygget med store sten, hvoraf mange vejer flere tons. Gallerigrave er rektangulære, galleri-lignende rum, hvor indgangen i den ene ende har samme bredde som gravkammeret. Disse var nogle gange foret eller overdækket med plader og derefter dækket med jord. Blandt de mest imponerende overlevende monumenter fra perioden er de første sæt af stensætninger i Skotland, såsom dem ved Stenness på hovedøen i Orkney, som dateres til omkring 3100 f.v.t., bestående af fire sten, hvoraf den højeste er 5 m høj.
I modsætning til Højlandet og Øerne, hvor sten blev brugt i vid udstrækning, er de mest synlige arkitektoniske overlevende fra yngre stenalder i syd og øst hovedsageligt jordhøje, de tidligste sandsynligvis dateret til begyndelsen af det 4. årtusinde f.v.t. I dag består disse monumenter af massive jord- eller stenhøje, oftest trapezformede i planen og ofte orienteret mod øst. De er bredt fordelt i Lavlandet, især i Aberdeenshire, Angus, Dumfries and Galloway samt Scottish Borders. Relaterede strukturer inkluderer bankehøje, cursus-monumenter, mortuary enclosure (ligindhegninger), træhaller og andre former for indhegninger. Bankehøje er parallelsidede høje, normalt flankeret af grøfter på hver side. Oprindeligt antaget antog man at cursus-monumenter var af romersk oprindelse, og de består også af lange parallelle jordvolde med ydre grøfter, men med en åben passage eller indhegning imellem. Begge former er normalt forbundet med gravkamre. Eksempler på bankehøje i Skotland inkluderer den lange høj ved Auchenlaich i Perthshire og den hybride bankehøj/cursus-monument ved Cleaven Dyke, som strækker sig over 2 km. Mortuary enclosure er normalt nedgravede rektangulære volde med ydre grøfter og hævede platforme af sten eller træ inden i dem, som ifølge J. G. Scott blev brugt til eksponering af lig før begravelse andetsteds, selvom denne fortolkning er omstridt. Rester af ligindhegninger fra denne periode findes ofte under langdysser. Vigtige eksempler inkluderer Pitnacree i Perthshire og to nært beslægtede steder ved Lochhill og Slewcairn, begge i Kirkcudbright. Træhallerne er sandsynligvis unikke for Skotland og var massive tagdækkede bygninger lavet af eg, som alle synes at være blevet brændt ned efterfølgende. Der er debat om disse bygningers rolle, som er blevet set både som almindelige landbrugshjem for stenalderfamilier og som relateret til en række monumentale konstruktioner såsom høje. Hallen ved Balbridie i Aberdeenshire var 26 m lang, 13 m bred og kan have haft et tag der var 13 m højt, hvilket gjorde den stor nok til at rumme op til 50 personer.

## Bronzealder
Efterhånden som bronzehåndværk udviklede sig fra omkring 2000 f.v.t., var der et fald i opførelsen af store nye strukturer, hvilket sammen med en reduktion af det samlede dyrkede areal antyder et fald i befolkningen. Fra den tidlige og mellemste bronzealder er der beviser for rundhuse af sten, som ved Jarlshof og Sumburgh på Shetlandsøerne. Ved Jarlshof er disse ovale huse med tykke stenvægge, som muligvis har været delvist underjordiske i den tidligste beboelsesperiode, en teknik der både gav strukturel stabilitet og isolering. Der er også beviser for beboelse af crannoger, rundhuse delvist eller helt bygget på kunstige øer, normalt i søer, floder og tidevandsområder. De blev ofte konstrueret af lag af kvas og murbrokker. Nogle gange blev de forstærket omkring kanterne med lodrette pæle og nogle gange belagt med egetræsstammer.
Opførelsen af høje og megalitiske monumenter fortsatte ind i denne periode. Der findes cirka halvtreds clava cairns i Skotland, opkaldt efter dem ved Balnuaran of Clava nær Inverness. De antager to forskellige former, enten en cirkulær stenkonstruktion kendt som "ringhøje", eller ganggrave med en lang indgang, som oftest er orienteret i komplekse astronomiske retninger. Som i resten af Europa blev voldsteder først introduceret i denne periode, herunder beboelsen af Eildon Hill nær Melrose i Scottish Borders, fra omkring 1000 f.v.t., som rummede flere hundrede huse på en befæstet bakketop, og Traprain Law i East Lothian, som havde en indhegning på 20 hektar, opdelt to steder vest for toppen, bestående af en stenmuret væg med en kerne af murbrokker.

## Jernalder
I den tidlige jernalder, fra 700-tallet f.v.t., begyndte de cellulære huse at blive erstattet på de nordlige øer af enkle Atlantiske rundhuse, solide cirkulære bygninger med tørmurskonstruktion. Vigtige eksempler findes ved Quanterness, Bu, Pierowall og Tofts Ness på Orkneyøerne, og ved Clickimin på Shetland. Fra omkring 400 f.v.t. begyndte man at opføre mere komplekse atlantiske rundhuse, som ved Howe på Orkney og Crosskirk i Caithness.
De mest massive konstruktioner, der stammer fra denne periode, er de cirkulære brochtårne, som sandsynligvis dateres til omkring 200 f.v.t. De er tørmurede, hulvæggede strukturer, som er unikke for Skotland. De fleste ruiner er kun bevaret få meter over jorden, selvom der findes fem bevarede eksemplarer, hvor murene stadig overstiger 6 m i højden. Der findes mindst 100 broch-steder i Skotland, hvoraf de bedst bevarede inkluderer dem ved South Yarrows nær Wick, Midhowe Broch på Orkney samt Broch of Clickimin og Mousa Broch på Shetland. På trods af omfattende forskning er deres formål og karakteren af de samfund, der opførte dem, stadig genstand for debat.
Siden 1960'erne har arkæologer skelnet mellem brocher og mindre strukturer med lignende konstruktion, som normalt kaldes duns. Det mest omfattende bevis for brugen af crannoger findes i denne periode, men de forblev i brug helt op i middelalderen.
Denne periode markerer også begyndelsen på wheelhouse (hjulhus), en form for rundhus med en karakteristisk ydermur, indenfor hvilken der var en cirkel af stensøjler (som minder om egerne i et hjul), men disse blomstrede især i den romerske periode. Der findes beviser for omkring 1.000 jernalder-voldsteder i Skotland, de fleste beliggende syd for Clyde-Forth-linjen. De fleste er cirkulære og har en enkelt palisade omkring en indhegning. De fleste er relativt små og dækker ét eller to hektar, men nogle er betydeligt større, som ved Castle O’er, Birrenwark, Cadimuir, Cadroner og White Meldon. De ser ud til i vid udstrækning at være blevet forladt i den romerske periode, men nogle synes at være blevet genbesat efter romernes tilbagetrækning.